# Tre porträtt
Tre porträtt är en bok med tre kortromaner av Klas Östergren utgiven år 2002.
Boken består av litterära porträtt av tre personer som betytt mycket för berättaren: en kollega, en kamrat och en kvinna. Kollegan är en författare till TV-såpor som får ett uppdrag som sätter hans värderingar på prov. Kamraten har vigt sitt liv åt Stockholms lokaltrafik tills han plötsligt får för sig att han är ämnad åt något annat. Kvinnan är en politiker i Bryssel som efter att ha haft en dröm blir indragen i en härva av brott, lögner och förtal. Gemensamt för berättelserna är att de utforskar de outgrundliga komplikationerna som döljer sig under en skenbart enkel yta.
Berättelserna från Tre porträtt med titlarna Kvinna i starkt ljus, Kamrat i blå uniform och Kollega med gul skål ingår även i samlingsvolymen Kvinna i starkt ljus (2012). Kamrat i blå uniform är också publicerad separat under titeln Konterfej (2001).

## Mottagande
"Östergren är en berättandets avspände trollkonstnär – han lägger kortromanen i en låda, sågar itu den och plockar ut den helt intakt" – Dagens Nyheter
"Tre porträtt är bland det bättre jag har läst på länge... Det är genomtänkt, otroligt välformulerat och ofta roligt... om bara tio svenska skönlitterära böcker från de senaste tio åren skulle magasineras för eftervärlden är detta mästerverk ett självklart val..." – Ystads Allehanda